# Elton Bryson Stephens Sr.
Elton Bryson Stephens Sr. (4 de agosto de 1911-5 de febrero de 2005) fue un empresario estadounidense de Alabama que fundó EBSCO Industries.

## Primeros años de vida
Nació el 4 de agosto de 1911 en Clio, Alabama. Se graduó en Birmingham-Southern College en 1932.

## Carrera
Fundó Military Service Co. en 1944, con 5.000 dólares. La empresa vendió suscripciones a revistas al ejército de los Estados Unidos. Más tarde pasó a ser conocida como EBSCO Industries, una empresa diversificada en "servicios de información, publicaciones y medios digitales, productos para exteriores, bienes raíces, manufactura y servicios generales".

## Filantropía
Estableció el Consejo Metropolitano de las Artes de Birmingham en 1986. Donó 15 millones de dólares a la Orquesta Sinfónica de Alabama, donde fue presidente de su junta directiva, y donde el Centro de Artes Escénicas Alys Robinson Stephens lleva el nombre de su difunta esposa. Además, donó 1 millón de dólares a United Way de Alabama Central en 1997, uniéndose a su Mesa Redonda del Millón de Dólares. Por contribuciones caritativas al Museo de Arte de Birmingham, la Galería de la Familia Stephens lleva el nombre en honor de su familia. La ciudad de Birmingham cambió el nombre de Red Mountain Expressway a Elton B. Stephens Expressway el 11 de septiembre de 1975.
Con su hijo James, Stephens donó 2,5 millones de dólares a la Universidad de Alabama en Birmingham. También pagaron 15 millones de dólares por la construcción del Centro de Ciencias Elton B. Stephens en el campus de Birmingham – Southern College.

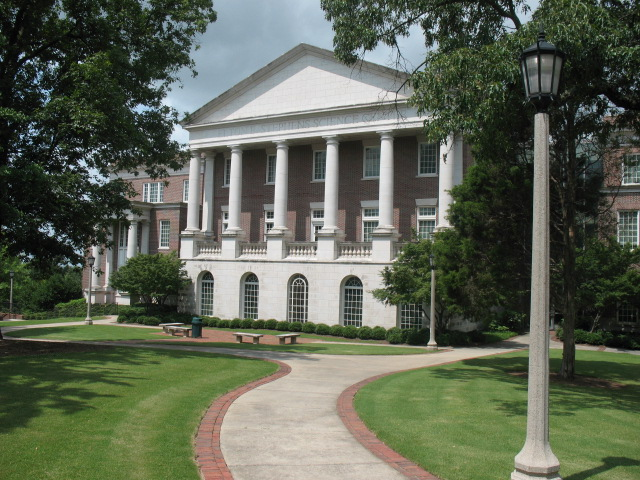
El Centro de Ciencias Elton B. Stephens en el campus de Birmingham – Southern College.

## Vida personal
Estaba casado con Alys Robinson. Se conocieron como estudiantes en Birmingham-Southern College y se graduaron juntos en 1932. Tuvieron dos hijos, Elton B. Stephens Jr. y James T. Stephens, y dos hijas, Jane S. Comer y Dell S. Brooke. Su esposa murió en 1996.

## Muerte y legado
Murió el 5 de febrero de 2005. Su hijo James se desempeña como presidente de EBSCO Industries.